# Mr. Goode, Samaritan
Mr. Goode, Samaritan è un film muto del 1916 diretto da Edward Dillon. Il nome del regista appare anche tra quello degli attori del film i cui interpreti principali erano il famoso DeWolf Hopper, stella teatrale di quegli anni, e Fay Tincher, affiancati da Chester Withey, che firma la sceneggiatura della pellicola, Margaret Marsh, Lillian Langdon e Max Davidson.

## Trama
Alphonse Irving Goode, ingenuo e credulone, compera da Foxy Monte una macchina rubata e, per questo, finisce in carcere. In cella, conosce Shifty Ed di cui diventa amico. Quando i due vengono liberati, Goode invita Ed insieme alla sua ragazza, Shorty Sal, a una festa. Al party, partecipa, facendosi passare per un nobile inglese, anche Foxy, il truffatore, che viene però riconosciuto da Ed. L'imbroglione, sfoggiando il suo fascino aristocratico, cerca di sedurre Evelyn, la figlia di Goode, una ragazza ingenua, che lui convince a fuggire con lui. Ed e Sal, per gratitudine nei confronti di Goode che li ha sempre trattati con gentilezza, decidono di salvare la ragazza. Seguendo i due fuggitivi, sorprendono il furfante mentre sta aggredendo Evelyn che cerca di difendersi come può. I due cacciano fuori a calci Foxy e riportano la ragazza dal padre che attende preoccupato il suo ritorno.

## Produzione
Il film fu prodotto dalla Fine Arts Film Company.

## Distribuzione
Distribuito dalla Triangle Distributing, il film uscì nelle sale cinematografiche USA il 29 maggio 1916.